# Béla Volentik
Béla Volentik (Szolnok, 5 dicembre 1907 – Budapest, 27 ottobre 1990) è stato un calciatore e allenatore di calcio ungherese, di ruolo centrocampista.

## Carriera

### Giocatore
La sua carriera di calciatore si svolse fra il Nemzeti Budapest e l'Újpest, dove giocò come riserva per tre anni prendendo parte alla vittoria di 2 campionati ungheresi (1929-30, 1930-31), di una Coppa dell'Europa Centrale (1929) e della Coppa di Nazioni 1930. Si trasferì ancor giovane in Svizzera, dove fu allenatore-giocatore di diverse squadre.

### Allenatore
A partire dal 1940 cominciò ad assumere soltanto il ruolo di allenatore, ed in questa veste portò lo Young Boys alla vittoria della Coppa Svizzera 1944-1945. Nel 1953 accettò la guida della Nazionale lussemburghese e vi rimase per un biennio. Tornò poi in patria dove allenò sia squadre di club (la più importante delle quali fu l'MTK Budapest (per alcuni anni denominato anche Vörös Lobogó), con il quale disputò la finale della Coppa delle Coppe 1963-1964), sia la Nazionale olimpica d'Ungheria che ottenne la medaglia di bronzo alle Olimpiadi di Roma nel 1960.

## Statistiche

### Cronologia presenze e reti in nazionale
| Cronologia completa delle presenze e delle reti in nazionale ― Ungheria | Cronologia completa delle presenze e delle reti in nazionale ― Ungheria | Cronologia completa delle presenze e delle reti in nazionale ― Ungheria | Cronologia completa delle presenze e delle reti in nazionale ― Ungheria | Cronologia completa delle presenze e delle reti in nazionale ― Ungheria | Cronologia completa delle presenze e delle reti in nazionale ― Ungheria | Cronologia completa delle presenze e delle reti in nazionale ― Ungheria | Cronologia completa delle presenze e delle reti in nazionale ― Ungheria |
| Data                                                                    | Città                                                                   | In casa                                                                 | Risultato                                                               | Ospiti                                                                  | Competizione                                                            | Reti                                                                    | Note                                                                    |
| ----------------------------------------------------------------------- | ----------------------------------------------------------------------- | ----------------------------------------------------------------------- | ----------------------------------------------------------------------- | ----------------------------------------------------------------------- | ----------------------------------------------------------------------- | ----------------------------------------------------------------------- | ----------------------------------------------------------------------- |
| 10/04/1927                                                              | Budapest                                                                | Ungheria                                                                | 3 – 0                                                                   | Jugoslavia                                                              | Amichevole                                                              | -                                                                       |                                                                         |
| Totale                                                                  |                                                                         | Presenze                                                                | 1                                                                       |                                                                         | Reti                                                                    | 0                                                                       |                                                                         |

## Palmarès

### Giocatore

#### Competizioni nazionali
- Campionato ungherese: 2

Újpest: 1929-1930, 1930-1931
- Prima Lega: 1

San Gallo: 1938-1939

#### Competizioni internazionali
- Coppa Mitropa: 1

Újpest: 1929
- Coupe des Nations: 1

Újpest: 1930

### Allenatore

#### Competizioni nazionali
- Coppa Svizzera: 1

Young Boys: 1944-1945
- Campionato svizzero: 2

Lugano: 1948-1949
Losanna: 1950-1951